# 1965年硬幣法令
1965年硬幣法令（英語：Coinage Act of 1965），美國聯邦公法第89–81號，79 Stat. 254，1965年7月23日頒佈。根据法令规定，新铸并用于市场流通的十美分和25美分硬币不再包含金属银，同时半美元硬币的银含量从九成降至四成，美国之后还在1970年通过另一项法律，规定半美元硬币中也不再含银。
1959年，美国开始出现硬币短缺，美国铸币局试图扩大产能满足市场需求。20世纪60年代初，铸币和工业用银需求显著上升，对政府把白银价格限制在每金衡盎司不超过1.29美元的举措带来压力。如果银价超过每盎司1.38美元，那么四枚25美分硬币中包含的金属银价值就不止一美元，这种趋势导致大量银币被囤积起来。1964年开始投产的肯尼迪半美元吸引到许多人收藏，导致这种银币鲜见于市场流通。铸币局提高硬币产量，到1965年5月时，硬币短缺的情况已有缓解，但政府的白银库存也因此迅速减少，按当时的速度会在1968年耗尽。经过美国财政部的大量研究，林登·约翰逊总统于1965年6月建议国会立法授权发行不含银的十美分和25美分硬币，同时降低半美元的含银量。法案迅速在国会通过，再由约翰逊总统于1965年7月23日签字生效，持反对意见的议员基本来自西部产银州。
不含银的新币从1965年末开始流通，硬币短缺得到缓解。含银的旧币此后仍在流通，但自财政部1967年开始不再限制白银价格后，人们便把银币囤积起来。此外，《1965年硬幣法令》还规定银质一美元硬币至少停产至1970年。

## 背景
《1792年硬幣法令》除授权建立美国铸币局外，还规定金和银都拥有法定货币地位。这意味着任何人都可以把金锭或银锭交由费城铸币局铸造成硬币。法案共授权发行六种银币，面额从五美分至一美元不等，对每种的重量和成分都有明确规定。使用金、银分别定义货币价值即复本位制，由于两种贵金属的市场价格会发生变化，因此复本位制可能导致货币价值不稳，大量美国硬币流往海外熔毁，这种情况直到1834年国会调整贵金属硬币尺寸和重量后才得到改善。1853年，国会又通过《1853年硬幣法令》将面额低于一美元的四种银币含银量调低，确保包括十美分和25美分在内的小额银币含银价值不会超过面值，继续在商品交易中流通。
《1873年硬幣法令》颁布后，美元价值不再同白银挂钩，同时人们也不能再把银锭送到铸币局打造成拥有完全法定货币地位的标准银元，这样美国白银价格随银矿产量上升而下跌后，开矿公司也就不能直接把白银转制成硬币来牟利。到了第二次世界大战结束后，铸币局还在生产的银币只剩三种，分别是十美分、25美分和半美元，含银量均为九成，一美元面额自1935年停产后基本只在部分西部州份流通，如内华达州和蒙大拿州。白银价格超过每金衡盎司1.2929美元后，一美元硬币中所含银的价值就不止一美元，如果银价高于每盎司1.38美元，那么面额小于一美元的几种银币金属价值也会超过面额。
美国政府从1934年开始通过买卖白银控制银价，这年的价格是每盎司0.45美元。二战结束后，各国逐渐偿还战争期间租借的物资，到1958年时，财政部的白银储备已达210亿金衡盎司。政府决定以每盎司0.91美元的价格公开出售库存银锭，对此西部州长协会发出警示，称现有白银储备不足以支撑在铸币所需之余还向公众出售的需要。
1958至1965年，全世界白银消费量翻了一番不止，但人口增幅只有约十五个百分点。工业领域生产摄影胶片、电池和电子零部件都需用银，同时铸币局为满足市场需求又不得不提高产量。1963年，美国铸币用银达到1亿1150万盎司，几乎是1958年略超3800万盎司用量的三倍。虽然白银需求增长迅速，但因财政部发行的银元券纸币可以兑换银元（或是以0.7734盎司银锭兑换一美元银元券），白银的市场价格依然平稳，保持在每盎司不超过1.29美元。如果没有政府向市场提供白银，银价就会逐渐上涨，不但熔毁一美元银币取得白银可以获利，面额更小的辅助银币也不例外。1963年，全世界所有非共产国家及地区的白银产出和消费量缺口达2.09亿盎司，距世界银产量2.1亿盎司仅一步之遥，靠财政部以每盎司1.29美元价格出售白银才补上缺口。此外，即便银价上涨，白银矿产量也不大可能暴增，因为大部分出产白银都是开采其他金属矿藏（如铜和铅）时获得的副产品。
美国铸币局认为从丹佛向美国西海岸各州提供硬币的成本更低，所以于1955年中止旧金山分局铸币作业。与年岁渐长的费城分局不同，丹佛分局于1901年建成，1906年开业，大部分铸币设备都是20世纪生产，而且分局先后经过两轮现代化改造。政府此时还在物色新城市建铸币分局，费城的多个区域也在极力争取，由此产生的政治纷争导致铸币设施更换计划反复流产。

## 硬币短缺
二战结束后，美国多次出现货币短缺，但持续时间都不长，而且只发生在局部地区，短缺币种可能是五种面额硬币（分别是一美分、五美分、十美分、25分和半美元）的其中一种。美国联邦储备银行此时负责把铸币局生产的货币按各银行需求分配，同时也负责回收银行不需要的货币（人称“回流”）。硬币从商业银行退回联邦储备银行后经清理和分类处理，再发往需要的银行。联邦储备银行发往银行的硬币中绝大多数是回流币，新币可能仅有五分之一。
美国多地在特定季节会需要大量某些面额的硬币，如密歇根州在樱桃收割时就需要向采摘工人支付薪资，传统资率是75美分，所以需要半美元和25美分硬币，又如纽约州许多人不接受半美元，因此需要大量25美分硬币。银行对这类需求已经习惯，然而从1959年末开始，铸币局已经无法满足高涨的硬币需求，联邦储备银行只能通过各区域银行和分支机构施行定量配给。到了1963年，所有面额的硬币都经常需要定量配给，无法满足商业银行及其零售客户的要求。1962年假日购物季期间，美国已有大范围地区缺乏部分面额硬币。过往年份的经验表明，下半年对硬币的市场需求激增，往往导致冬季大量硬币回流，但1963年初送回各地商业银行或联邦储备银行的硬币寥寥无几。政府机构此时认为，这应该是钱币收藏爱好者和投资者，以及全美数以百万计的自动售货机收集大量硬币所致。为提升产量，费城和丹佛铸币分局全天候运作。1963年，国会授权在费城新增铸币分局，原计划1966年开业，但很快就推迟到1967年，最终直至1969年才运营。
虽有两间铸币局日夜赶工，但1963年硬币短缺的问题始终未得缓解，而且1964年初回流的硬币仍然极少，这终于引起联邦储备银行警觉。调查结果表明，部分银行及其商业伙伴担心短缺而有意保留硬币，另外还有大量含银硬币被人们囤积起来等待银价上涨。
面对这种情况，财政部开始用联邦储备券取代市场流通中的银元券，这样政府为支撑银元券价值保留的白银储备就能挪作他用。1964年3月后，财政部不再用一美元银币（简称银元）兑换银元券，全部采用银锭。此举导致1954年时已不足2.73亿金衡盎司的白银储备几乎清库，财政部引来挤兑狂潮。市民每天最多能兑换五万盎司，且无需使用银元券。大量历史照片显示，人们带着手推车、有些配有武装警卫甚至开着装甲车来到哥伦比亚特区的财政部金库大楼前把白银运走。财政部留存下来的银元（截至1965年5月20日还有297万零928枚）钱币学价值很高，经国会于1970年授权在面额基础上加价向收藏爱好者出售。
1963年，肯尼迪总统遇刺，政府决定变更一种流通硬币的设计图案以示纪念，最终确定发行的肯尼迪半美元于12月30日获国会授权。1964年3月24日，共计2600万枚新币很快售罄，并且马上就被囤积起来，这其中既有投资者，也有出于纪念目的的市民，之后新币不断出产，情势却丝毫不见好转。1964年美国铸币用银达到创纪录的2.025亿盎司，但制成的硬币却有三分之一没有进入市场流通。时间进入1965年后，国会授权铸币局继续在硬币上采用1964年份标识，希望打击投机炒作行径，让硬币回归流通。
国会曾于1964年8月通过拨款法案，计划生产4500万枚银元。蒙大拿州联邦参议员、参议院多数党领袖迈克·曼斯菲尔德坚持要求铸币局投产。1965年5月，铸币局出产三十万枚和平银元，但公众也意识到它们只会被囤积起来而发出强烈抗议，最终这些新币只能熔毁。铸币局起初生产这些银元是遵照林登·约翰逊总统的指令，随后因民意引发的政治调头促使内华达州联邦参议员、以支持采矿业闻名的阿兰·拜伯（Alan Bible）采取行动。拜伯对行政部门在硬币事务上的作为十分失望，觉得政府官员最后还是会把烂摊子扔给国会收拾，于是他递交法案，要求认定囤积、出口、熔毁美国硬币的行径非法，但法案毫无进展。
在此期间，硬币短缺局面继续，超市、药店及其他大型零售场所受到极大压力。中西部两家大型连锁经销商一度自行制出可代替现金使用的纸质票据，但因财政部警告此举侵犯联邦政府的货币发行特权，这些票据始终未能发行。商家敦促顾客打破存钱罐拿出硬币，报童、自动售货机操作员手中的硬币，甚至教堂奉献礼中的硬币都成为商店和银行急切寻求的目标，而且他们还要面对投资者的竞争，这些人一旦拿到，就不会再让硬币回归市场流通。
除了流通硬币外，投资者还想取得1964年新发行的币种（特别是肯尼迪半美元），于是活跃的市场开始出现，《硬币世界》（Coin World）杂志刊登的广告上既有一袋袋大号帆布袋包装的硬币，也有一卷卷纸质包装的硬币，这些广告之后还成为国会听证会上展示的证据。还有人同部分银行接触，只要银行愿意付出高于面额的价格，或是使用旧硬币更换，他们就能提供充足的硬币，对此大部分银行没有接受，而且同这些人合作过的银行雇员均被解雇。钱币学作家大卫·兰格（David Lange）认为，收集成卷新币的行为在1964年达到顶峰，但不应把硬币短缺归咎于收藏爱好者。
铸币局计划把铸币部分流程外包，誓要在1965年结束前让全美“淹没在硬币的海洋中”。虽然经济的不断发展促使硬币需求上升，同时半美元已在流通中难得一见，但商家最后还是相对顺利地度过1964年假日季节，没有出现严重的货币短缺。据联邦储备银行大部分机构汇报，一美分、五美分硬币供应充足，部分地区十美分和25美分短缺，半美元则基本绝迹，联邦储备银行某工作人员称，他所在机构已经连续八个月没见过哪个银行有一枚半美元存入。
财政部经过大量研究后于1965年5月得出结论，美国必须减少铸币用银消耗。研究结果表明，采用纯铜内芯，外面包以铜镍合金的包覆铸币取代原有银币最为理想，自动售货机无须调整便能适应新币。铜和镍供应充足，制成硬币后包含的金属价值也远不及面值，而且新币材质很硬，经过长时间流通也能辨识设计图案，此外，包括英国在内的其他多个国家都已经使用铜镍合金铸币取代银币。为保险起见，铸币局还经过长时间试验，最终没有遇到生产问题。

## 立法
1965年6月3日，约翰逊总统向国会提议立法授权发行贱金属材质的十美分和25美分硬币，同时把半美元的含银量从九成降至四成。银元的材质不受影响，但政府暂时也没打算生产。总统指出，此时的铸币用银都取自财政部储备，而不是新开采的白银，这样下去到1968年时联邦政府的白银储备就会耗尽。约翰逊还表示，货币只是商品交易媒介，不应为此浪费掉工业生产中非常重要的白银。他敦促国会通过附带的立法草案，声称此举能确保硬币稳定生产，“无论数量还是专门设计的技术特点都足以满足我们二十世纪生活需要。”约翰逊表示，新币能够无限期地使用下去，但市场需求可能还是会上涨。
根据总统提议，一美分和五美分硬币材质不变，十美分和25美分改为包覆材质，即纯铜内芯外面包覆铜镍合金，半美元也是包覆材质，只不过内芯含银21%，外层80%。这种包覆合金同白银的电气性能类似，已有自动售货机无需调整就能适应。约翰逊的建议是以财政部研究报告为基础，所以后面还附有这份报告。财政部原计划在二月递交报告，但之后多次延迟，这一定程度上是因为在任财政部长C·道格拉斯·狄龙即将卸任，不想再承担报告可能引发的后果，所以打算留给新任部长批准。亨利·H·福勒继任后需要时间研究其中反映的问题，所以报告进一步延期。如果约翰逊附上的草案通过，那么美国铸币用银将缩减九成。
约翰逊提议的草案作为众议院第8926号法案（ 8926）递交国会审议，并于6月4日转众议院银行和货币委员会审核。委员会主席、德克萨斯州众议员赖特·帕特曼（Wright Patman）正是法案发起人，他认为法案能让所有人都得到好处，其中工业领域获利最大，原本的铸币用银可以转为工业用途。绝大多数商业关联机构及从业人员，包括银行、自动售货机操作员和企业主都希望法案通过，觉得这能改善他们面临的处境。6月11日，银行和货币委员会回报众议院建议修订后再通过法案，修订内容包括规定半美元也采用贱金属打造，所有过渡期间生产的银币标识年份都只能用1964，同时禁止铸币局今后五年生产银元。
众议院审议 8926期间，参议院接到. 2080法案，并于6月9日转银行和货币委员会审核，委员会主席是弗吉尼亚州参议员押沙龙·威利斯·罗伯逊（A. Willis Robertson）。包括拜伯在内多名来自采矿州的议员试图在硬币材质中继续采用白银，或是加入拜伯此前递交法案中的规定禁止囤积硬币，但均功败垂成。6月11日，委员会回报参议院建议通过法案，并附上多项技术调整建议。根据原有法案，财政部在矿业公司提出时需以每盎司1.25美元价格收购新开采的白银，委员会建议对此项规定限时五年。
参议院于1965年6月22至24日审议法案。罗德岛州参议员约翰·帕斯托（John Pastore）提议把半美元硬币也完全改为贱金属材质，但以32票赞成，60票反对未获通过。另有多名参议员提议在十美分和25美分中继续采用银，只是将纯度降至四成，最终同样未通过。此外还有多项修正条款没有通过，例如拜伯就提议禁止民众熔毁银币。罗伯逊领导的银行和货币委员会此前一致通过法案，他也决心让草案保持原样。最终法案以74票赞成，九票反对通过，投票反对的都是包括拜伯在内的西部采矿州议员。
众议院于1965年7月13至14日审议法案，讨论的问题范围很广。爱达荷州议员小康普顿·伊格内修斯·怀特（Compton I. White Jr.）反对法案，并备有图表展示古罗马银币第纳里乌斯从公元1至300年的贬值过程，称他也没料到货币贬值会导致政府垮台。内华达州议员小沃尔特·斯蒂方·巴林（Walter S. Baring）指出，财政部此前还将白银卖给餐具制造商，声称“我宁愿用筷子吃饭也不愿把硬币里的白银拿出来”。马萨诸塞州议员西尔维奥·康特（Silvio Conte）称，托马斯·格雷沙姆在伦敦皇家交易所建成后获得大量非法利润，但他也认可格雷沙姆提出的劣币驱逐良币理论，如果贱金属硬币投产，银币只会逐步退出市场流通。爱荷华州议员哈罗德·罗伊斯·格罗斯（H. R. Gross）向康特提问，既然美国要贬值硬币，何不干脆用回印第安人的贝壳串珠。也有部分小调整建议通过，例如今后五年新出产的硬币上不得附有铸币标记。众议院银行和货币委员会提出将半美元也改为贱金属铸造的修正条款以48票赞成，94票反对未能通过，所以半美元的含银量依然保持在四成。蒙大拿州议员詹姆斯·富兰克林·巴丁（James F. Battin）提出十美分和25美分继续用银，只是含量降至四成，但帕特曼反对，称委员会此前已经考虑并否决过这种方案，现场表决122票赞成，112票反对，巴丁先拿下一城，但此时的辩论尚属全体委员会阶段，之后众议院与会代表全体表决结果是197票赞成，218票反对，修正案未通过。此后多名议员提出的修订意见都未获批，众议院少数党领袖、密歇根州议员杰拉尔德·福特提请正式表决 8926法案，投票结果是255票赞成，151票，福特本人投的是赞成票。帕特曼将参议院的 2080法案按众议院表决结果修改，最终法案顺利通过。
. 2080在众议院通过时已经修订，所以参议院需要重新审核。7月15日，参议院开始审议众议院通过的版本，可以选择直接同意众议院的修订，也可以把法案再转交小组委员会审核。参议院对众议院的部分修订不满，例如大幅扩张铸币联合委员会（负责就铸币事务提供实用建议）的人数，但最终还是选择直接通过法案，没有再经正式投票。不过，华盛顿州议员沃伦·马格努森（Warren Magnuson）要求在国会记录中注明他投票反对法案。1965年7月23日，约翰逊总统签署. 2080法案，《1965年硬幣法令》正式生效。

## 规定

### 第一部分——各种货币的授权（第101至108条）

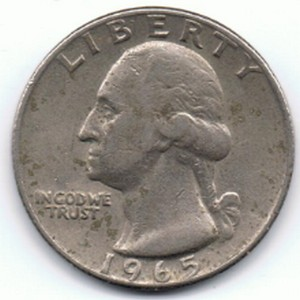
1965年版包覆材质25美分硬币，经过多年流通表面已显著磨损。

第101条授权财政部长发行十美分、25美分和半美元包覆材质硬币，其中半美元含银四成。如果硬币依然短缺，铸币局可以继续生产含银九成的十美分、25美分和半美元，但只要财政部长证实已有足够新币流通就必须中止，并且自法案颁布起五年内（1970年7月23日前）不得恢复生产。此外这五年内也不得生产任何标准银元。
第102条赋予美国所有货币（包括纸币和硬币）法偿地位并取消法定支付上限（即无限法偿），1933年5月12日颁布的另一法案中有同样表述。第102条只是重述过去法案的内容，但为防出现法律争议，法案之后在第210条将1933年法案的这部分内容废除。第103条赋予财政部长在购买设备、物资及获取专利方面广泛的自由裁量权，以便在紧急情况下加快硬币生产，不过这项授权同样只持续五年。第104条要求财政部长在美国本土白银出产一年内以每盎司1.25美元价格收购。根据参议院银行和货币委员会的报告，第104条属预防措施，旨在“保护我们的采矿业在过渡时期免受任何不正当的下行波动影响”。虽然众议院银行和货币委员会同样为第104条加上限期五年的规定，但美国经济研究所仍然将其视为“政府持续干预白银市场”的证据，并写入针对约翰逊总统此前立法提议的报告。
第105条授权财政部长禁止熔毁、出口或损伤任何硬币，并且出于保护美国硬币的需要可以在必要时处以违犯者最高五年有期徒刑。第106条规定，根据第105条查获的硬币将由合众国政府没收，财政部长有权据此行使《国内税收法》的同等权力强制执行。第107条授权财政部长发布法规确保《1965年硬幣法令》生效，第108条则是法律定义及类似的技术细节。

### 第二部分——修订现行法律（第201至212条）
第201条修改有关旧金山化验办事处（所在地就是之前的旧金山铸币局）的法律，允许该办事处铸造硬币，直至财政部长证实美国各铸币分局生产的硬币足够满足全国所需时止；同时这条还将过去禁止旧金山分局（即此时的化验办事处）提炼黄金或白银的法律废除。第202条把用于铸币分局扩张（包装新建费城分局）的拨款从3000万美元增至4500万美元。1900年颁布的《金本位法》第九条要求财政部长把磨损严重或不再流通的银币熔毁后重新打造成新币，《1965年硬幣法令》废除这项规定，授权财政部长收回并熔毁所有磨损严重或不流通的硬币，无需再用回收金属生产新币。
第204条修改《1873年硬幣法令》中硬币需刻上生产年份的规定。1965年及之后出现的铸币危机期间，财政部长有权安排铸币局在硬币上继续标识已经过去的年份，例如1965年生产的银币所刻年份是1964，同年生产的包覆合金币则是1965。众议院银行和货币委员会在约翰逊的提案中加入条款，规定法案颁布后五年内新出产的硬币上不得附有铸币标记，但此规定也有例外，丹佛分局生产的1964年版硬币上依然附有字母。
根据过去的法律授权，铸币局内设立有金、银条基金。《1965年硬幣法令》第205条授权财政部长根据第104条购买白银时动用此基金付款。第206条修改铸币局小额硬币金属基金的用途并取消法定金额上限，该基金原本专门用于购买铜及其他一美分和五美分硬币铸造所需金属，修改后可以用于购买任何面额硬币所需金属。
第207条废除铸币局运作过程中可以接受的浪费数额上限（此上限已经过时），同时要求铸币局对此制订与国会法案相比更易调整的行政法规。《1873年硬幣法令》规定刻有铸币年份的硬币正面金属模具需在每年年底销毁，新法第208条将此规定废除。第209条修改已有法律条文，授权财政部长以不低于每金衡盎司1.292929美元的价格出售银锭，如果是售予其他政府部门还可以降价。第210条废除1933年法律中有关硬币法偿地位的规定。1965年前的美国法律规定伪造银币属重罪，新法第211条将此改为禁止伪造面额超过五美分的硬币。第212条规定，财政部长在《聯邦公報》上宣布禁止使用硬币作抵押后，用硬币抵押贷款就属轻罪。

### 第三部分——铸币联合委员会（第301至304条）
第301至303条授权在联邦政府行政部门设立铸币联合委员会，财政部长担任主席，其他成员包括商务部长、预算局长、铸币局长、联邦众议员和参议员各六人，另由总统从公众中选择八人。公众成员不能同委员会职能有经济利益冲突。其他成员如果不再出任令他拥有委员资格的职位，那么他就不再是委员会成员。
联合委员会的任务是汇报《1965年硬幣法令》执行情况，并不定时地向总统、财政部长和国会提出建议。提出建议的职权范围包括技术进步、经济对硬币的需求、美国是否应继续维持银价、银元是否该恢复生产。第304条为实施新法拨款。

## 影响

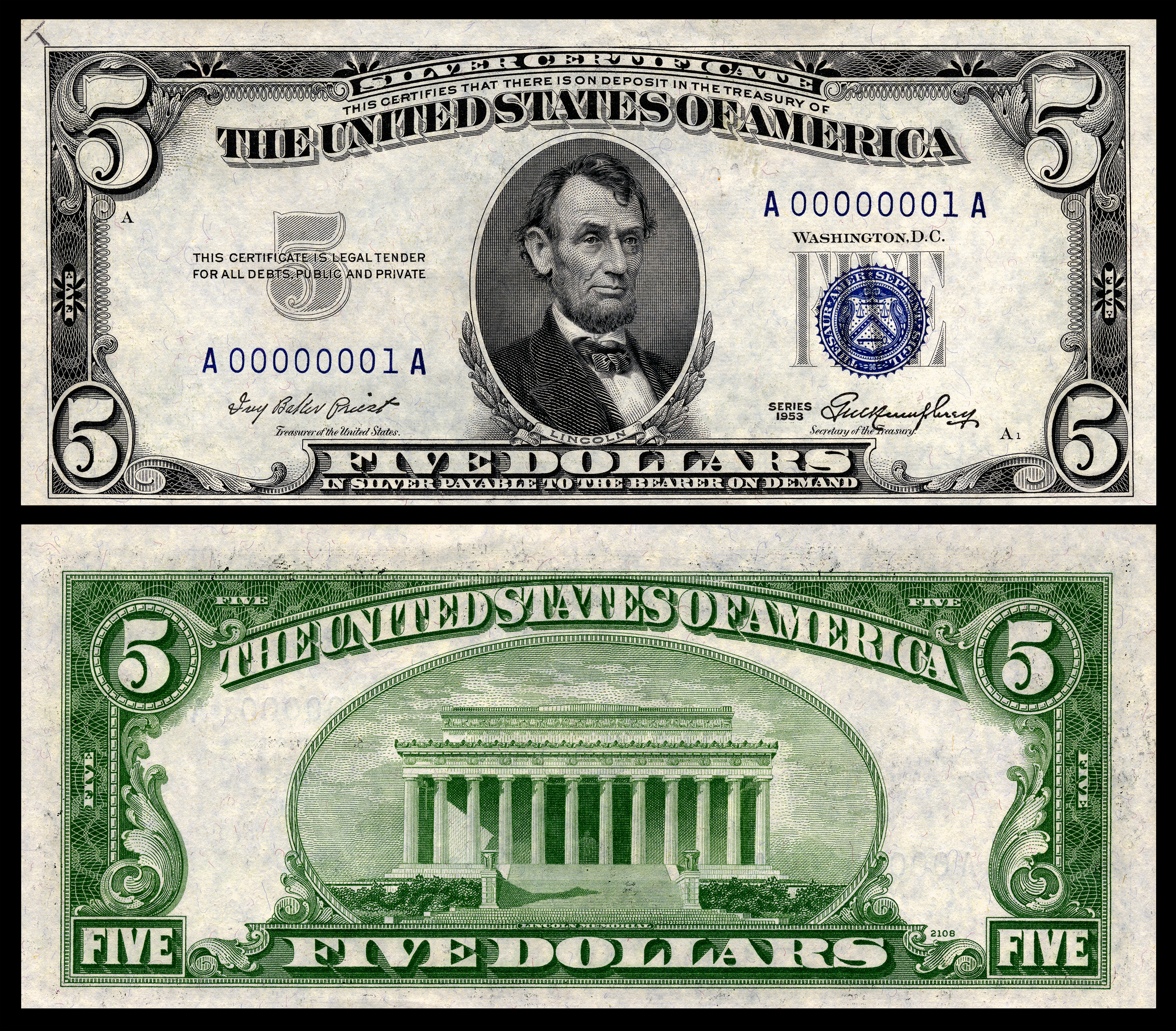
这张五美元银元券已经不能在财政部兑换银元

1965年8月23日，铸币局开始生产标识年份1965的包覆合金硬币，这也是首批刻有该年份的美国硬币。到1965年11月圣诞购物季开始时，联邦储备银行的老版25美分银币库存仅有1500万枚。但也就在这个月，铸币局出产的新版包覆合金25美分硬币超过2.3亿枚，是过去最高月产量的四倍，还称之后每个月都会有这个数量投入市场。新版十美分和半美元从1966年初开始发行，此时除半美元外所有面额硬币都在朝联邦储备银行回流。人们依然在收集半美元，市场流量中还是非常罕见。铸币局依据新法案授权继续生产1964版银币，直至1966年财政部长福勒宣布“硬币不再短缺”时止。1966年7月，财政部宣布8月1日后出产的硬币开始恢复往年惯例，标识生产年份。
1966年，为维持1.2929美元银价，财政部的白银储备持续下滑。硬幣法令授权建立的联合委员会于1967年5月首度会晤，探讨解决问题的办法。根据委员会建议，财政部不再向外国采购商和疑似投机商出售银锭，希望只以该价格向美国工业机构供银，此举导致美国白银出现二级价格体系。此外，这项建议援引的权力还包括硬幣法令中禁止熔毁或出口银币的授权。1967年6月，国会通过法案规定一年后银元券不能再兑换银锭。1967年7月联合委员会二度会晤后，财政部宣布不再试图维持1.2929美元银价，哪怕这会导致市场流通中所有含银硬币消失，此后这也很快就变成现实。1968年6月24日银元券兑换银锭截止时，银价已涨至每盎司2.56美元。1968年12月，联合委员会经投票建议永久禁止银币出口或熔毁，但经1969年3月重新考虑又将禁令取消。1969年11月，政府将最后一批银锭卖给富兰克林铸币局后退出白银市场。1968年，铸币分局恢复使用铸币标记。新币因其铜质内芯及包层而被俗称为“约翰逊三明治”。

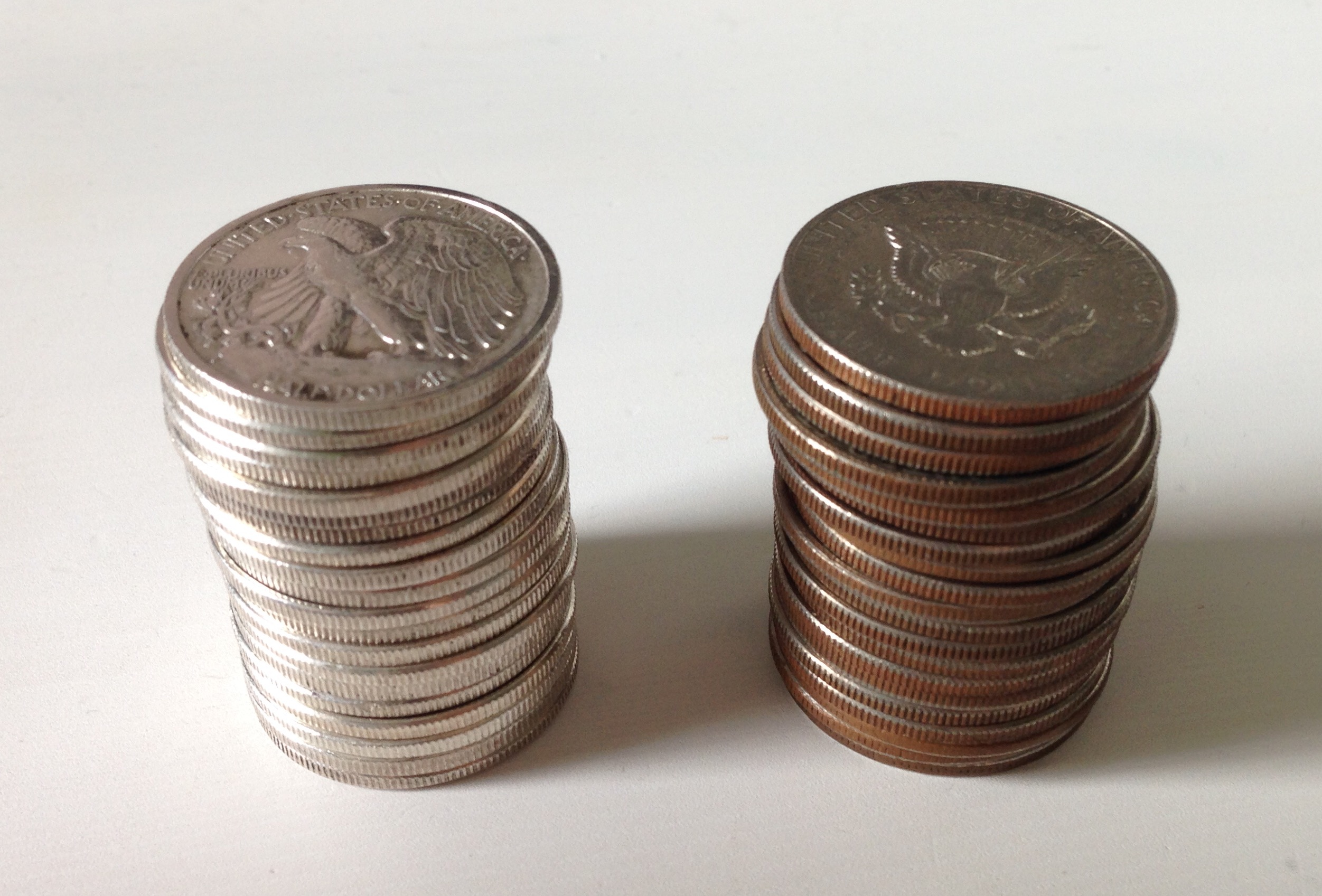
左侧是行走自由女神半美元，右侧是1970年后生产的肯尼迪半美元，对比这两种硬币可以看出半美元硬币中不采用银对外观的影响，右侧的包覆合金币可以从边缘看到铜质内芯，所以马上就能辨别出来。

1969至1970年，新硬幣法令对银元生产施加的五年禁令即将解除，许多国会议员希望变更银元设计，采用去世不久的德怀特·艾森豪威尔总统形象。但是，银元中包含的金属价值已逼近面值，联邦委员会为此在1969年建议把一美元硬币从含银四成改为不含银。事实证明，一美元硬币是否应该含银引发的争议旷日持久，直到1970年12月31日，理查德·尼克松才签署法案授权发行流通版和收藏版半美元及艾森豪威尔一美元硬币，流通版均不含银，收藏版含银四成。法案中还授权政府出售库存的老版银元，其中大部分来自卡森城铸币局。贱金属质地的一美元和半美元从1971年开始生产，但都未能流通起来，其中一美元主要是因尺寸太大，半美元则是因为缺席太久，在商品交易中已经没有位置。

## 脚注
1. ↑  Coin World Almanac 2011，第455頁.
2. ↑  Taxay，第48–49页
3. ↑  Lange 2006，第42–43页
4. ↑  Taxay，第217–221页
5. ↑  Coin World Almanac 2011，第456頁.
6. ↑  Friedman，第1166頁.
7. ↑  March 1965 House report part 1，第5–8页
8. ↑  1964 House hearings，第73, 214页
9. ↑  March 1965 House report part 1，第23页
10. ↑  March 1965 House report part 2，第22–23页
11. 1 2 3 4 5  barron.
12. 1 2  June 1965 House report，第4页
13. ↑  New York Fed，第151頁.
14. ↑  1964 House hearings，第14页
15. ↑  New York Fed，第151页，n.1
16. ↑  1964 House hearings，第198–199页
17. ↑  1964 House hearings，第158–159页
18. ↑  1964 House hearings，第165页
19. ↑  1964 House hearings，第98页
20. ↑  1964 House hearings，第206–207页
21. ↑  1964 House hearings，第38页
22. ↑  1964 House hearings，第59–73页
23. ↑  1963年8月15日《纽约时报》
24. ↑  1964 House hearings，第157页
25. 1 2  Lange 2006，第179页
26. ↑  March 1965 House report part 1，第9–10页
27. ↑  March 1965 House report part 1，第9–10, 23–24页
28. ↑  1965 House silver dollar hearings，第3页
29. ↑  Coin World Almanac 1975，第208页
30. ↑  Taxay，第380页
31. ↑  March 1965 House report part 1，第21–22页
32. ↑  March 1965 House report part 2，第9页
33. ↑  Burdette，第78–101页
34. ↑  Elliott，第125页
35. ↑  1964 House hearings，第27, 110–112页
36. ↑  1964 House hearings，第116页
37. ↑  1964 House hearings，第9, 145, 150頁.
38. ↑  Lange 2015，第17页
39. ↑  1964 House hearings，第156–158頁.
40. 1 2  Coin World Almanac 1975，第196页
41. ↑  1965 House silver dollar hearings，第35–49页
42. ↑  Coin World Almanac 1975，第196–197页
43. 1 2  lbj.
44. ↑  frost1.
45. ↑  frost2
46. ↑  1965 House silver dollar hearings，第33页
47. ↑  Elliott，第125–126页
48. ↑  June 1965 House report，第1–2页
49. ↑  June 1965 Senate hearings，第I, 1頁.
50. ↑  Elliott，第126–127頁.
51. ↑  June 1965 Senate report，第2页
52. 1 2 3  leghist
53. ↑  1965 Congressional Record, Vol. 111, Page 14645–14649 (1965-06-24)
54. ↑  1965 Congressional Record, Vol. 111, Page 14649–14665 (1965-06-24)
55. ↑  1965 Congressional Record, Vol. 111, Page 14645–14675 (1965-06-24)
56. ↑  1965 Congressional Record, Vol. 111, Page 16805 (1965-07-14)
57. ↑  1965 Congressional Record, Vol. 111, Page 16810 (1965-07-14)
58. 1 2 3  1965 Congressional Record, Vol. 111, Page 16813 (1965-07-14)
59. ↑  1965 Congressional Record, Vol. 111, Page 16828–16833 (1965-07-14)
60. ↑  1965 Congressional Record, Vol. 111, Page 16833–16844  (1965-07-14)
61. ↑  1965 Congressional Record, Vol. 111, Page 16915–16919 (1965-07-15)
62. 1 2 3 4 5 6 7  Coinage Act of 1965
63. ↑  June 1965 House report，第12页
64. 1 2  June 1965 Senate report，第6页
65. ↑  AIER，第94页
66. 1 2  June 1965 House report，第11页
67. 1 2  June 1965 House report，第12–13页
68. 1 2 3  Coin World Almanac 1975，第205页
69. ↑  Coin World Almanac 1975，第198页
70. 1 2  Lange 2006，第175页
71. ↑  Coin World Almanac 1975，第199, 205–206页
72. ↑  Coin World Almanac 1975，第206–207页
73. ↑  sandwich1.
74. ↑  sandwich2.
75. ↑  sandwich3.
76. ↑  Coin World Almanac 1975，第207–208页
77. ↑  Lange 2006，第181页
78. ↑  Free Lance–Star 1971-12-15.